# Тушканчик Житкова
Тушканчик Житкова (лат. Pygeretmus shitkovi, вариант Pygeretmus zhitkovi) — грызун рода толстохвостых тушканчиков. Эндемик Прибалхашья (Юго-Восточный Казахстан), вид, близкий к уязвимому положению.

## Таксономия
Тушканчик Житкова описан Б. А. Кузнецовым в 1930 году как Alactagulus shitkovi, в рамках признания его близости к относимому к тому же роду тарбаганчику. Уже в 1937 году, однако, этот вид был переклассифицирован Б. С. Виноградовым как Pygeretmus zhitkovi, попав в род толстохвостых тушканчиков (позже к этому же роду были отнесён и тарбаганчик).
Латинское видовое имя тушканчика Житкова остаётся предметом спора: некоторые исследователи (в том числе Шенброт и др. в монографии 1995 года «Тушканчикообразные») рассматривают его написание через z вместо s как закономерное исправление, однако эта точка зрения не является общепринятой. К 2005 году Международная комиссия по зоологической номенклатуре не приняла решения по данному вопросу.
Тушканчик Житкова — наиболее генерализированный из толстохвостых тушканчиков по пропорциям тела. По мнению составителя монографии «Тушканчикообразные» Г. И. Шенброта, это базальный вид данного рода, а тарбаганчик и толстохвостый тушканчик Pygeretmus platyurus представляют собой две ветви дальнейшей внутриродовой эволюции.

## Внешний вид
Тушканчик Житкова — самый крупный из толстохвостых тушканчиков. Длина тела взрослых особей в среднем составляет 101 мм, может варьировать от 86 до 124 мм, длина хвоста, составляющая приблизительно 110 % от длины тела, варьирует от 92 до 141 мм (в среднем 119,4). Кондилобазальная длина черепа (от кончика морды до задней поверхности затылочных мыщелков) — от 25,5 до 28,4 мм, длина ступни 40—45 мм. Масса тела в среднем 58,3 г, может доходить до 86 г.
Крупная голова с явно выраженным шейным перехватом и широко расставленными скуловыми дугами имеет округлую форму, мордочка укороченная, с заметным пятачком. Зубные ряды сильно расходятся назад, так что костное нёбо в районе третьих коренных более чем вдвое шире, чем у первых коренных. Уши относительно длинные, их длина достигает 29 % длины тела. Верх спины и головы светлый (желтовато- или буровато-серый), с продольной тёмной струйчатостью. Губы и горло белые, кольца вокруг глаз, верхняя часть носа и небольшие зоны за ушами светло-серые. Бока значительно более светлые, чем спина; грудь и брюшко светло-охристые.
Ступни, длина которых составляет 37 % длины тела, сверху покрыты светлыми (в основном белыми) волосками, нижняя часть стопы и пальцев, кроме последней фаланги, голая. На последних фалангах трех опорных пальцев хорошо развитые дольчатые кожистые подушечки. На боковых поверхностях пальцев длинные волосы, не образующие щёток. Концы боковых пальцев не достигают основания средних пальцев. Внутренняя поверхность бёдер белая, с наружной стороны белый цвет на бёдрах отсутствует.
Хвост за исключением перетяжки у основания утолщён по всей длине (в особенности в средней части) благодаря жировым отложениям, хотя и в меньшей степени, чем у толстохвостого тушканчика. Хвост оканчивается довольно пышной кисточкой из длинных буровато-чёрных волос с небольшим пучком белых волос на самом кончике. Снизу на хвосте перед началом кисточки белая полоска.
Половой диморфизм как по размерам тела, так и по окраске отсутствует. Ввиду ограниченного ареала (см. Ареал и охранный статус) не отмечена и географическая изменчивость. От встречающегося в тех же местах тарбаганчика данный вид отличают более длинные уши и более толстый хвост, кисточка которого слабей развита и не образует уплощённого «знамени». Также отсутствие «знамени» отличает тушканчика Житкова от малого тушканчика, у которого также более длинные уши и отличный стиль поведения в случае опасности: если малый тушканчик спасается бегством, то тушканчик Житкова пытается укрыться в норе.

## Образ жизни
Тушканчик Житкова — оседлый (в наибольшей степени из всех пятипалых тушканчиков) стенобионт, обитающий плотными поселениями в глинистых, часто засоленных низинах вокруг пересыхающих рек и озёр, часто густо поросших пьянковией Climacoptera brachiata. Встречи с представителями вида в других условиях, таких, как глинистые участки среди песков, щебнистая пустыня, солончаки, а также сельскохозяйственные посадки, по-видимому, являются следствием миграций групп молодняка из мест с высокой плотностью обитания.
Растительноядный вид, насекомые в диету не входят. Рацион тушканчика Житкова состоит в основном из зелёного корма, прежде всего пьянковии. Весной и в начале лета в диете присутствуют в небольших количествах подземные части растений, с середины лета до осени в рационе возрастает доля семян, осенью возможен почти полный переход на недозрелые плоды солянок.
Строит три типа нор — постоянные, зимовочные и защитные. Постоянная нора состоит из забитого землёй начального хода, гнездовой камеры на глубине от 45 до 70 см и диаметром 14—16 см, к которой идёт закрытый земляной пробкой основной ход, и одного-двух ответвлений от основного хода, немного не доведенных до поверхности и при необходимости легко превращаемых в запасные выходы. Гнездовая камера выложена мягким растительным материалом. Зимовочные норы более глубокие (от 52 до 132 см) и с большей суммарной длиной ходов, в остальном напоминают по устройству постоянные. Защитная нора состоит из одного хода, уходящего наклонно вниз, длиной 50—60 и глубиной 30—40 см с небольшим расширением в конце и уплотнённым в виде валика грунтом по обе стороны входного отверстия, которое всегда открыто. Число защитных нор на одну особь может достигать десяти, а в местах плотного заселения на 1 гектар приходится от 100 до 500 таких нор. Тушканчики Житкова часто меняют норы, в том числе постоянные, которые используются от нескольких суток до двух месяцев. Старые норы используются как основа для новых, кроме того, тушканчики Житкова охотно проживают в норах других грызунов.
Зимой пребывает в спячке, в которую впадает в конце октября, при очень тёплой погоде — в начале ноября, накопив значительный запас жира (до 20 % от массы тела). Выходит из спячки в середине марта (возможны вариации до двух недель в каждую сторону в зависимости от погоды). В остальное время года активен главным образом в ночное время, выходя из норы через 15—20 минут после заката и возвращаясь в неё на днёвку за час до восхода. На протяжении ночи в основном использует для укрытия защитные норы, в которых проводит от нескольких минут до получаса и более (во второй половине ночи весной и осенью).
В течение года самки приносят два выводка. Первый период спаривания начинается сразу после выхода из спячки, беременные самки наблюдаются с марта по май. Начало второго периода размножения приходится всегда на конец июля, причём в нём уже участвуют особи, родившиеся весной, достигая половой зрелости к четырёхмесячному возрасту (родившиеся осенью — к семимесячному). Беременность продолжается от 25 до 27 дней, в помёте от 3 до 8 детёнышей (в среднем в осенний период больше, чем в весенний — 5,1 против 4,1). Длительность лактации не менее месяца. Новорожденные детёныши весят от 2,1 до 3,4 г, самостоятельности достигают после набора массы тела в 25—30 г. Линька проходит раз в год, в период между апрелем и сентябрём, чаще всего в июне-июле.
Тушканчики Житкова проживают скученно, большими поселениями плотностью от 20—30 (весной) до 50—60 (осенью) особей на гектар, что, вероятно, представляет самую высокую плотность обитания среди тушканчиков. В период размножения площадь участков обитания в среднем составляет 750 м² у самцов и 500 м² у самок (несколько больше в другое время), в местах плотного проживания территории участков сильно пересекаются. Обычно тушканчик Житкова не проявляет стремления к защите собственной территории, напротив, преобладает стремление избегать контактов, и при встречах тушканчики этого вида подпрыгивают и разбегаются. Исключение составляет период гона, когда самцы ловят друг друга за хвост и кусают за спину.

## Ареал и охранный статус
Ареал тушканчика Житкова представляет собой незамкнутое на юго-востоке полукольцо вокруг озера Балхаш. Включает пустыни и полупустыни по левому берегу реки Или, северное и восточное побережье озера Балхаш и далее к востоку северо-западную часть Алакольской котловины (где в 1960-е годы произошло резкое снижение численности популяции из-за многолетних дождей и заметного расширения зоны степей) и юго-восточное Прибалхашье до Каратала. Не отмечен в междуречье Или и Каратала. Общая площадь ареала не превышает 100 тыс. км².
Несмотря на небольшой ареал, высокая плотность проживания обеспечивает достаточно высокую общую численность вида. Охранный статус тушканчика Житкова определяется как вызывающий наименьшие опасения.